# Малый Краснохолмский мост
Малый Краснохо́лмский мост — автомобильный и пешеходный мост через Водоотводный канал в Москве.

## Расположение и транспорт
Расположен между Зверевым и Шлюзовым пешеходным мостами; его продолжает Большой Краснохолмский мост. Сооружён на трассе Садового кольца и соединяет улицу Зацепский Вал с Нижней Краснохолмской улицей. Длина моста — 70 м, основного пролёта — 42 м.
По мосту организовано автомобильное движение, с обеих сторон имеются пешеходные тротуары, также есть несколько лестничных спусков на набережные.

## История и архитектура
Как и Большой Краснохолмский мост, Малый был открыт в 1938 году. В ряде источников авторами проекта строительства указаны инженер В. А. Пащенко и архитектор В. Д. Кокорин; в других — инженер Константинов и архитектор А. В. Власов.
В 1912 году, на месте Малого Краснохолмского моста, был ранее возведён двухпролётный железный мост. Название старого строения затем дало название новому.
Конструкция пролётов нынешнего моста выполнена из монолитного железобетона, перил — из литого чугуна.